# Rafael Camacho Ordóñez
Rafael Camacho Ordóñez (Baena, Córdoba, 24 de septiembre de 1955) es un periodista y consultor y directivo de empresas español.

## Biografía
Es licenciado en Ciencias de la Información (especialidad Periodismo) y Ciencias Políticas y Sociología (especialidades de Ciencias de la Administración y Estudios Sociolaborales) ambas por la Universidad Complutense de Madrid (1975-1980). Es igualmente Máster de Economía y Dirección de Empresas por el Instituto Internacional San Telmo de Sevilla (programa IESE) (1993-1995) y ha realizado los estudios de Doctorado en Economía por la facultad de Ciencias Económicas y Empresariales de la Universidad de Sevilla (1995-2004), logrando la “suficiencia investigadora” por su trabajo “Capital inversión y capital riesgo para pymes en Andalucía dentro del marco de la Unión Europea”.
En su carrera profesional, ha trabajado en diferentes empresas y medios de comunicación. Comenzó en Madrid en la Agencia Pyresa para pasar más tarde a los Servicios Informativos de RTVE y posteriormente al diario económico Cinco Días. Posteriormente recalaría en La Voz de Córdoba y en 1984 se incorporó al diario Córdoba donde fue director. Posteriormente en 1986 pasó a El Correo de Andalucía como redactor jefe. En 1990 fue uno de los fundadores de la revista Andalucía Económica en la que fue director periodístico y director gerente entre mayo de 1990 y abril de 1996.
En mayo de 1996 fue nombrado secretario general de la Oficina del Portavoz del Gobierno de la Junta de Andalucía. Cuatro años después, el 21 de septiembre de 2000, tomó posesión como director general de RTVA, siendo durante ocho años, el máximo responsable de la radiotelevisión pública andaluza, hasta el 25 de noviembre de 2008. En este periodo, ejerció la presidencia rotatoria de la Federación de Organismos de Radio y Televisión Autonómicos (FORTA). Al mismo tiempo, entre 2001 y 2003, fue vicepresidente y finalmente, presidente, de Sandetel (Sociedad Andaluza para el Desarrollo de las Telecomunicaciones).
En marzo de 2009 fue nombrado consejero delegado del Grupo Sadiel de tecnologías de la información y entre mayo y diciembre de 2011 fue director general de Relaciones Internacionales Corporativas de la compañía AYESA Advanced Technologies (AAT). Ha sido consultor e interim manager en varias empresas audiovisuales y de TICs, entre ellas LOGON Consulting, entre enero de 2012 y diciembre de 2020. Autor de numerosos artículos y ponencias, publicó en 2006 "El ajuste de las cuentas en el sector audiovisual", que anticipaba las condiciones del nuevo ecosistema de la radio y televisión españolas en la siguiente década.
Entre agosto de 2018 y marzo de 2021 fue candidato al concurso público para la selección de los miembros del Consejo de Administración y del presidente de la Corporación RTVE.